# Cromesquis

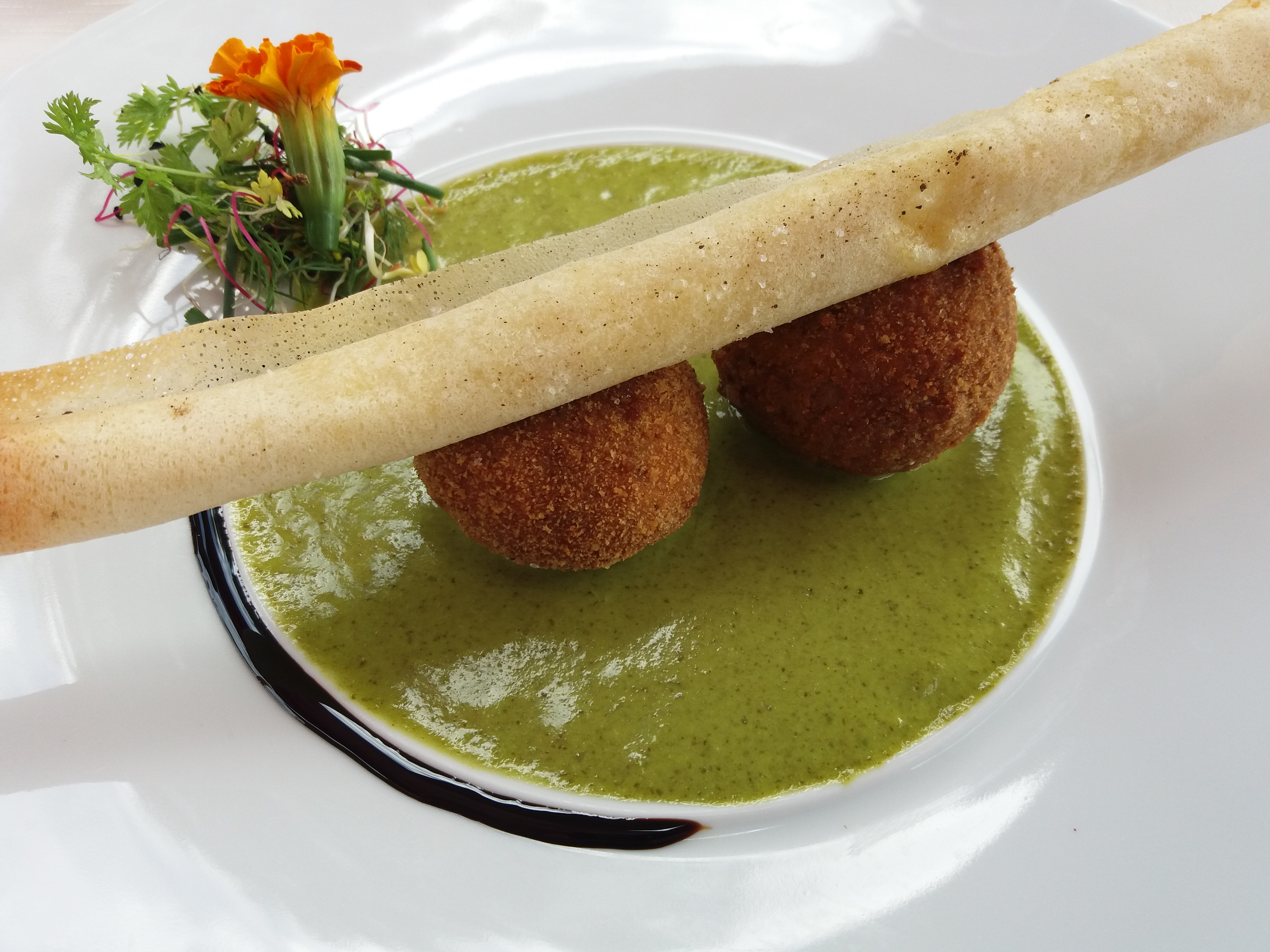
Cromesquis z foie gras, chrupiący ser Rocamadour i sos rukolowy

Cromesquis (fonet. kromeski) – rodzaj pasztecika, smażony w głębokim tłuszczu krokiet mięsny.
Maciej E. Halbański w swoim Leksykonie sztuki kulinarnej podaje, że cromesquis przygotowuje się najczęściej z pieczonego mięsa drobiowego lub dziczyzny. Po pokrojeniu w kostkę, kawałki mięsa wiąże się sosem, a następnie zawija w  siatkę, formując podłużny krokiecik (o wadze ok. 80 g). Krokiecik panieruje się w cieście naleśnikowym o dużej gęstości (pâte à frire) lub w zwykłej panierce, doprawia pieprzem, a następnie smaży w głębokim tłuszczu. Cromesquis podaje się z sosem, zazwyczaj pomidorowym lub maderowym.
Catherine Owen w 1881 roku podała przepis na cromesquis of lamb (jagnięce cromesquis) określając je jako danie specyficzne dla kuchni polskiej. Wedle tej receptury, masę przygotowywaną z grzybów z mięsem baraniego, zagęszczoną sosem żółtkowym, należy panierować na jeden z dwóch sposobów: w jajku i bułce tartej (w 3 krokach, kolejno: bułka, jaja i znowu bułka) lub kolejno w bułce tartej i cieście naleśnikowym. Autorka proponuje też  cromesquis w postaci wołowiny owinietęj w plaster słoniny lub boczku (bez panierki).